# The Poacher Diaries
The Poacher Diaries es un álbum split de las bandas Agoraphobic Nosebleed y Converge. Fue lanzado en 1999. Es el primer álbum de Agoraphobic Nosebleed y fue remasterizado por Scott Hull en 2006 y reeditado por Relapse Records.

## Lista de canciones
| Agoraphobic Nosebleed |                                    |          |  |
| N.º                   | Título                             | Duración |  |
| 1.                    | «Mantis»                           | 1:26     |  |
| 2.                    | «Center of the Hive»               | 1:13     |  |
| 3.                    | «Glass Tornado»                    | 1:02     |  |
| 4.                    | «Landfills of Extinct Possibility» | 1:11     |  |
| 5.                    | «Pentagram Constellation»          | 2:18     |  |
| 6.                    | «Bed of Flies»                     | 1:01     |  |
| 7.                    | «Destroyed»                        | 1:07     |  |
| 8.                    | «Gringo»                           | 1:19     |  |
| 9.                    | «Infected Womb»                    | 2:59     |  |

| Converge |                          |          |  |
| N.º      | Título                   | Duración |  |
| 10.      | «Locust Reign»           | 1:28     |  |
| 11.      | «This Is Mine»           | 1:34     |  |
| 12.      | «They Stretch for Miles» | 4:26     |  |
| 13.      | «My Great Devastator»    | 5:00     |  |
| 14.      | «The Human Shield»       | 3:45     |  |
| 15.      | «Minnesota»              | 5:07     |  |

## Personal
| Agoraphobic Nosebleed - J.R. Hayes: voz - Scott Hull: guitarra, caja de ritmos - Jay Randall: voz, electrónica Converge - Jacob Bannon: voz - Kurt Ballou: guitarra líder, voz - Aaron Dalbec: guitarra rítmica, voz - Nate Newton: bajo, voz - John DiGiorgio: batería |